# Stirling
För andra betydelser, se Stirling (olika betydelser).
Stirling (skotsk gaeliska: Sruighlea) är en stad i Skottland mellan Glasgow och Edinburgh. Staden ligger runt det stora Stirling Castle och en medeltida stadskärna. Stirling är centrum för Stirlings kommun, detaljhandel och lättare industri. Centralorten hade 33 060 invånare år 2006, med totalt 45 460 invånare i hela tätortsområdet, inklusive de närbelägna orterna Bannockburn och Bridge of Allan.
Som tidigare huvudstad för Skottland var Stirling en kunglig burgh till 1975. Under 2002, som en del av drottning Elizabeths 50-årsjubileum som drottning, fick Stirling stadsrättigheter. Staden är idag mest känd för sitt universitet Stirling University, slottet Stirling Castle, Stirling County Rugby FC, Stirling Council och trakten med dess närliggande bryggerier och olika whisky-distellerier.

## Historia

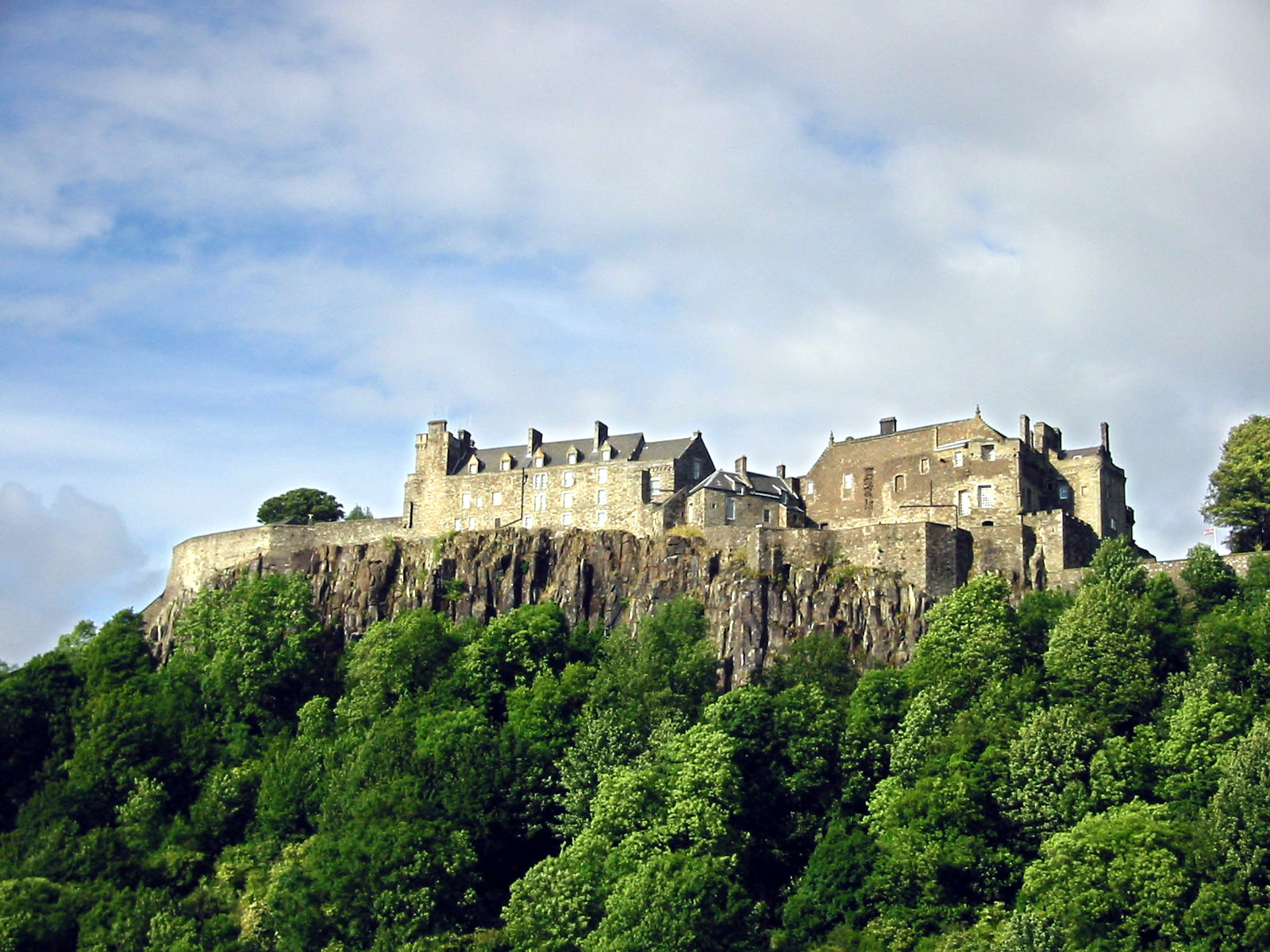
Stirling Castle.

Ursprungligen var Stirling en stenåldersbosättning och har varit strategiskt viktig sedan romerska Britannien för sitt lätt försvarade berg (senare plats för Stirling Castle) och sin makt vid Forthfloden. Det antas att Stirling var plats för borgarna Iuddeu eller Urbs Giudi där Oswiu av Northumbria belägrades av Penda av Mercia 655, som omnämns i Beda den vördnadsvärdes skrifter och samtida dokument.
Ett vadställe, och senare en bro, vid floden vid Stirling förde med sig rikedom och inflytande, liksom hamnen. Staden fick rättigheter som royal burgh av kung David under 1100-talet, vilka rättigheter senare återförsäkrades av senare monarker (då kallades staden Strivelyn). Stora slag i Skottlands långa konflikt med England avgjordes vid slaget vid Stirling Bridge 1297 i och i den närbelägna byn Bannockburn 1314.
Stadens namn är av okänd härkomst.
Staden har två latinska motton, vilka framgår i stadens tidigaste stadsvapen där märkningen med 1296 också återfinns:
Hic Armis Bruti Scoti Stant Hic Cruce Tuti (The Britons stand by force of arms, The Scots are by this cross preserved from harms) samt
Continet Hoc in Se Nemus et Castrum Strivilinse (The Castle and Wood of Stirling town are in the compass of this seal set down.)
I närheten av slottet är kyrkan Holy Rude en av stadens mest historiskt betydande byggnader. Kyrkan byggdes om under 1400-talet sedan Stirling hade drabbats av en katastrofal brand 1405 och är den enda kyrkan i Storbritannien förutom Westminster Abbey i sitt slag. Den 29 juli 1567 kröntes drottning Maria I av Skottlands son till Jakob VI av Skottland här. Skotthål från Cromwells trupper under engelska inbördeskriget syns tydligt på tornet och absiden.
Under Trekungakrigen tog Slaget i Stirling plats i stadens centrum den 12 september 1648.
Befästningen fortsatte att spela en strategisk roll under 1700-talets Jakobituppror. 1715 misslyckades hertigen av Mar att ta kontroll över slottet. I januari 1746 tog Bonnie Prince Charlie kontroll över staden, men misslyckades att ta slottet. Under deras därpå följande återtåg norrut sprängde de kyrkan St. Ninians, där de hade bevarat material. Endast tornet klarade sig och kan ses än idag.
Ekonomiskt möjliggjorde floden Forth handeln, bland annat tehandel med Indien och timmerhandel med Baltikum. Järnvägens utbyggnad gjorde att hamnens betydelse minskade, inte minst på grund av att man nu kunde frakta mer material landvägen. Vid mitten av 1900-talet hade hamnen slutat att användas.
Kända invånare är Maria I av Skottland, kung Jakob VI av Skottland, Sir Henry Campbell-Bannerman (tidigare brittisk premiärminister), dokumentärfilmaren John Grierson, filmmusikskompositören Muir Mathieson, animationspionjären Norman McLaren och tv-presentatören Kirsty Young.
Bröderna Barnwell, Frank och Harold, arbetade på Grampian Motors i Causewayhead, och 1909 designade och flög de det första motordrivna flygplanet i Skottland. Frank Barnwell fortsatte att designa flygmaskiner, bland annat Bristol Blenheim. Ett mindre monument över brödernas arbete är inrättat vid Causewayhead.

## Politik
Stirling är en del av kommunen Stirling, som har ansvar för den lokala administrationen enligt Local Government Act från 1994. Val till kommunfullmäktige sker vart fjärde år. Efter valet i maj 2007 var det största partiet Labour. Borgmästare är Margaret Brisley.
När det gäller det skotska parlamentet finns en valkrets med ledamoten Bruce Crawford från Scottish National Party och en representant för Stirlings valkrets i House of Commons, Anne McGuire från Labour Party. Då Skottland består av en valkrets inom Europaparlamentet väljs sju ledamöter efter d’Hondts metoden av proportionella valsystem vart fjärde år.

## Geografi

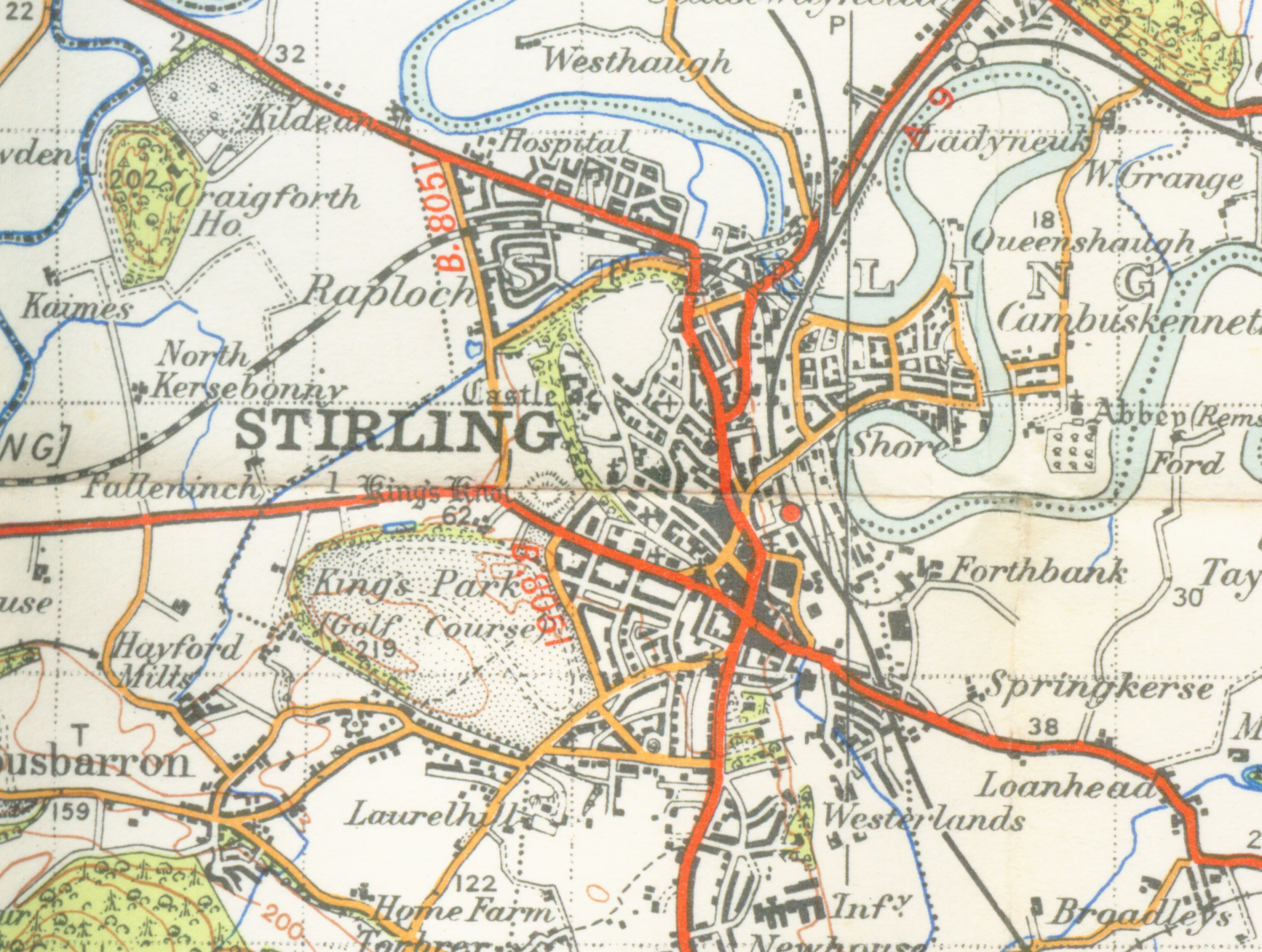
En karta över Stirling från 1945.

Stirling är också känd som Gateway to the Highlands och ses ofta som en plats där det platta skotska låglandet möter det bergiga höglandet. Kontrasten märks tydligt på grund av alla kullar och berg i de lägre höglandet som Ben Vorlich och Ben Ledi, vilka kan ses i nordväst om staden. I den motsatta sidan av staden är Carse of Stirling en av de plattaste och mest jordbruksproduktiva områdena i hela Skottland.
Området som omger Stirling har främst påverkats av glaciärerosion och avlagring. Staden själv har växt upp runt slottet vilket står på en antik vulkanisk klippa. Stirling ligger vid floden Forth på den punkt där floden blir bredare och påverkas av tidvatten. Öster om staden ligger Ochil Hills som dominerar utsikten med de högsta punkterna i bergskedjan, Dumyat och Ben Cleuch. Ochils möter den platta flodmarken från Forth öster om den utmärkande geologiska formationen Abbey Craig, ett crag-berg där Wallacemonumentet ligger 67 meter över havet.
Klimatet i Stirling skiljer sig lite från större delen av centrala Skottland. Varm och ostadig luft från Atlanten överväger, med kraftigare vindar från sydväst.

### Stirlings områden
- Bannockburn
- Braehead
- Broomridge
- Cambusbarron
- Cambuskenneth
- Causewayhead
- Cornton
- Cowie
- Fallin
- Kings Park
- Raploch
- Riverside
- St. Ninians
- Top of the Town
- Torbrex

## Demografi
Stirling hade 32 673 invånare vid folkräkningen 2001, en siffra som år 2006 låg på 33 060 invånare. Hela Stirlings tätortsområde hade 45 460 invånare år 2006, inklusive de närbelägna orterna Bannockburn och Bridge of Allan. Det större området kommunen Stirling hade 87 810 invånare 2006. Enligt folkräkningen 2001 var 52,7 % av befolkningen kvinnor och 47,2 % män. Stirling har både en mindre andel av invånare under 16 år, med 16,7 % jämfört med det skotska medelvärdet på 19,2 %, och en mindre andel av invånare i pensionsålder, 17,8 % jämfört med skotska snittet på 18,6 %. Den största andelen av invånarna med 24,3 % var personer mellan 16 och 29 år. Stirling har en högre andel icke-infödda skotska invånare på 16,5 % jämfört med det skotska genomsnittet på 12,8 %. Invånarna var dock något yngre än det skotska snittet - medianåldern för män var 34 och det skotska snittet var 37; medianen för kvinnor är 36 medan den skotska medianen är 39. Invånarantalet ökar i och med studenterna i staden.

## Ekonomi

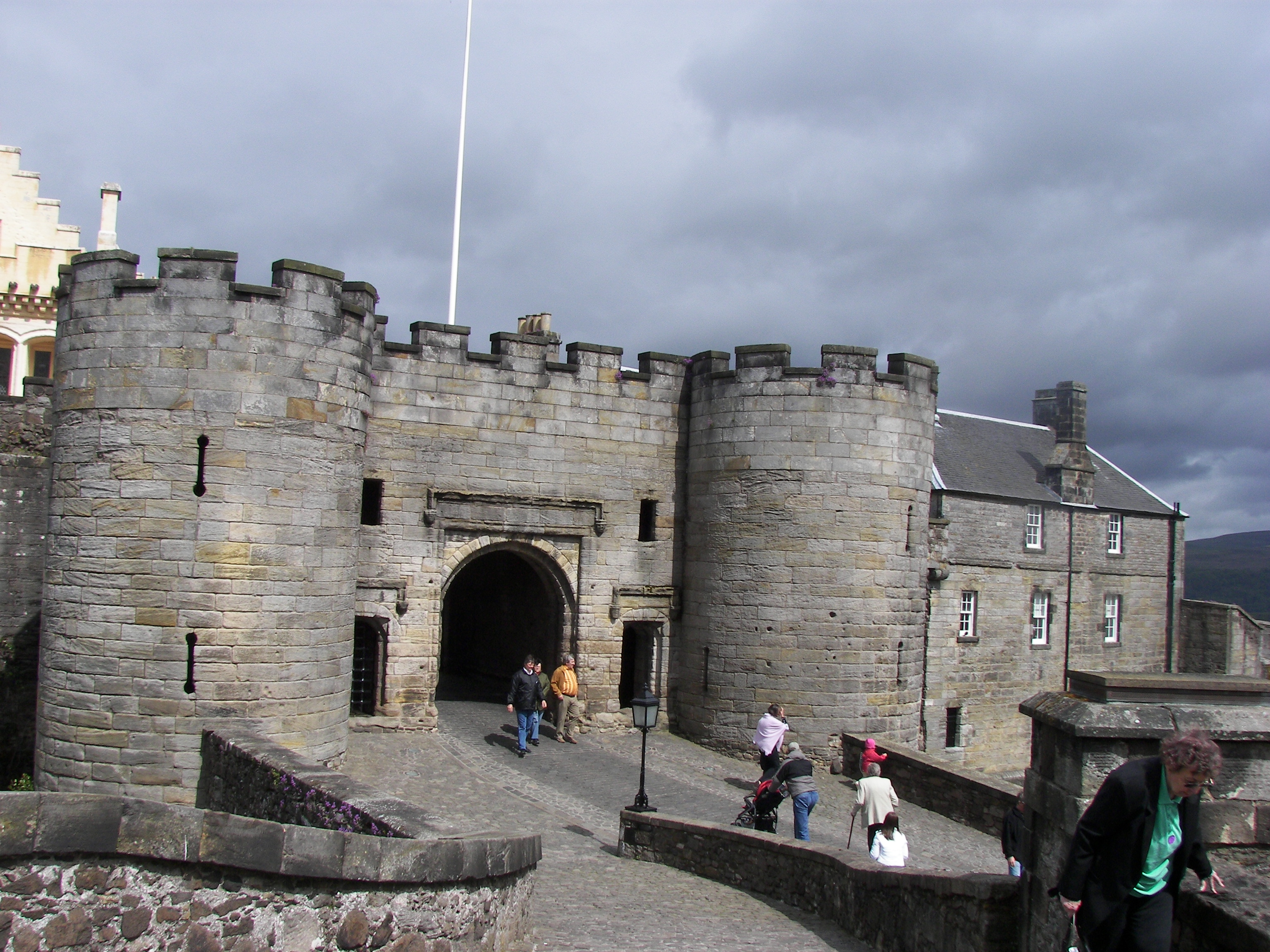
Stirling Castle.

Eftersom Stirling är centrum för ett stort jordbruksområde som har några av de plattaste och mest produktiva områdena i Skottland har staden fungerat som en marknadsstad dit bönder har kommit för att sälja sina produkter och varor i den stora jordbruksmarknad som hölls i staden. Idag är jordbruket en viktig del inom det ekonomiska livet i Stirling, som hjärtat i ett stort jordbruksområde, dock i mindre utsträckning än tidigare.
Stirlings utveckling som marknadsstad och dess belägenhet som fokus för transport och kommunikation i regionen har den utvecklat en betydande försäljningssektor som tjänar både sig själv och andra närliggande byar. Främst baserade i stadens centrum är de stora affärskedjorna. Utanför staden finns affärscentrum som Springkerse Retail Park öster om staden och en stor Sainsbury's vid Raploch.
De finansiella tjänsterna och turism är de största arbetsgivarna inom denna sektorn. Det finansiella tjänst och försäkringsbolaget Prudential har en stor och väletablerad bas i Craigforth i utkanten av Stirling. Turismen baseras främst på Stirling Castle, National Wallace-monumentet och på den nyckelroll Stirling spelade i Skottlands historia. 
University of Stirling och kommunen är de två största arbetsgivarna i området. Kunskapsrelaterade industrier, forskning och utveckling, samt livsteknik har klustrat sig runt universitetets teknikpark Innovation Park, nära universitetets huvudbyggnader. Andra stora arbetsgivare inom den offentliga sektorn i staden är Central Scotland Police, Forth Valley Health Board och Scottish Environment Protection Agency.
Med goda anslutningsmöjligheter med storstäder som Glasgow och Edinburgh är Stirling hem för många pendlare, med 12 000 invånare som pendlar till arbeten i andra områden och 13 800 arbetare som pendlar till Stirling.
Bryggeriet City of Stirling Brewery ligger i Stirling.

## Sport

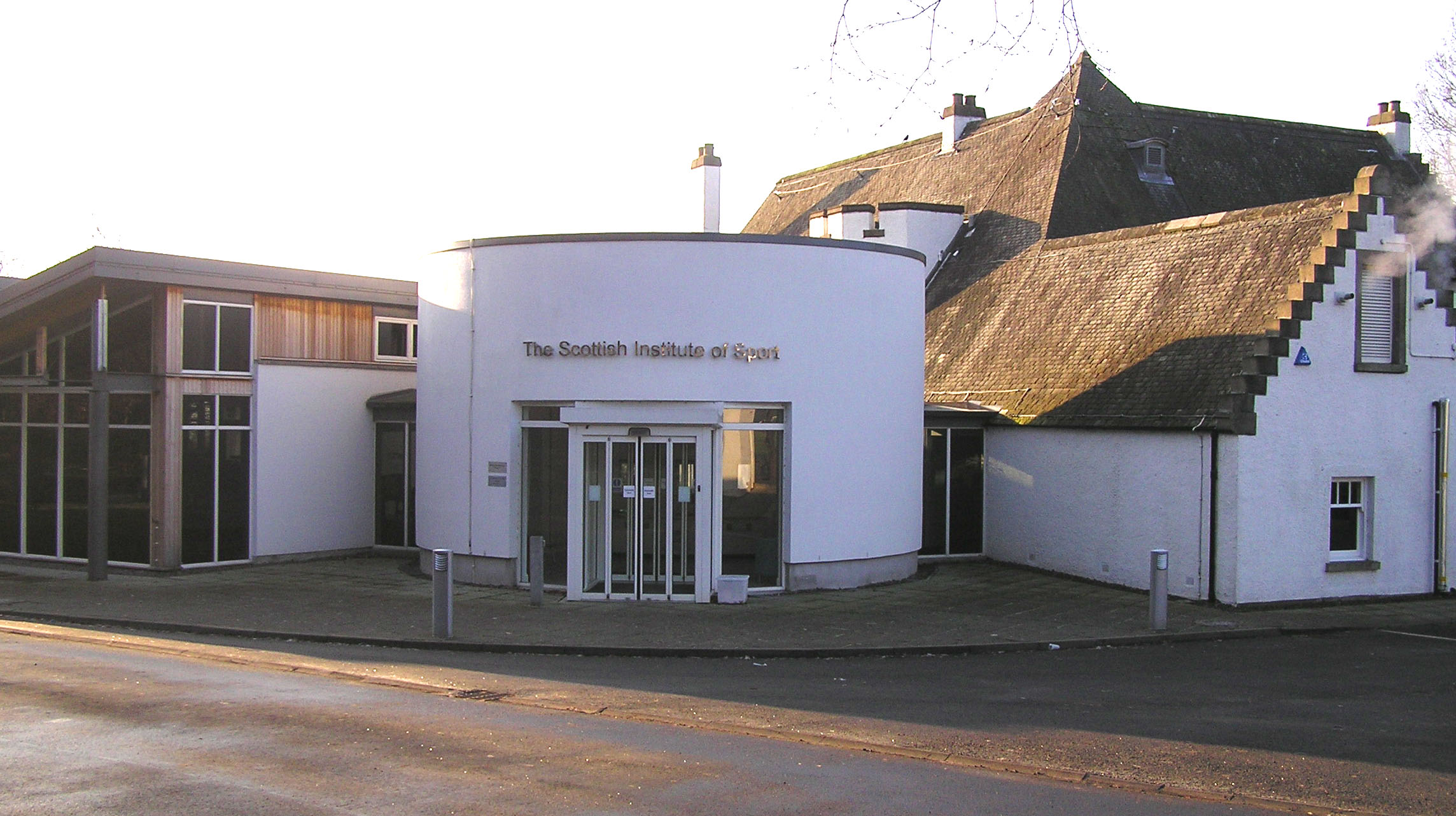
Scottish Institute of Sports huvudkvarter i Stirling.

Lokala idrottslag är bland annat fotbollslaget Stirling Albion FC som spelar på Forthbank Stadium, och rugby unionlaget Stirling County. Fotbollsspelarna Billy Bremner och Duncan Ferguson föddes i Stirling, likt rugbyspelarna Kenny Logan och Allister Hogg. Jockeyn Willie Carson och cricketspelaren Dougie Brown.
Stirling är också ett stort centrum för idrottsträning och utbildning i Skottland. Scottish Institute of Sport är baserat i en facilitet speciellt anpassad för ändamålet i Stirling University, öppnat 2002. Vid universitetet finns också Scottish National Swimming Academy samt Gannochy National Tennis Centre.
Dessutom har universitetet en institution för idrottsvetenskap och rankades bland de bästa i Storbritannien för sin utbildning, med 5 stjärnor (vilket är det högsta), delat med 16 andra universitet i Storbritannien.
Stirling och dess omkringliggande område har flera niohåls och artonhåls golfbanor, vilken den största är Stirling Golf Course, beläget i Kings Parkområdet i staden.

## Utbildning

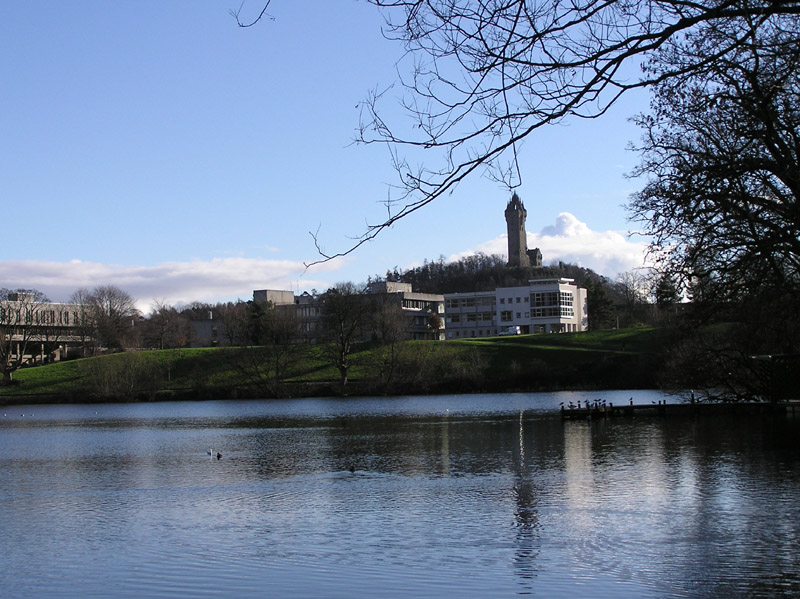
Utsikt mot Airthrey Loch mot huvudcampuset av University of Stirling.

University of Stirling öppnade 1967 på ett grönområde utanför staden. Idag finns det runt 9 000 studenter på universitetet av vilka 7 000 är understudenter och 2 000 är doktorander. Studenter av över 80 nationaliteter finns representerade på universitetet, med 14 % från andra länder. Universitetet har växt till ett stort forskningscentrum med en stor teknikpark - Innovation Park, beläget i direkt anslutning till huvudcampuset. Innovation Park har växt sedan stiftandet 1993 och har idag 40 företag som engagerar sig i projektet i olika former av forskning och utveckling. Stirling är också plats för en del av Forth Valley College som grundades 1 augusti 2005 genom en sammanslagning av Falkirk, Stirling och Clackmannans högskolor.
Det finns fyra sekundärskolor i Stirling - Stirling High School, med 940 elever, Wallace High School med 950 elever, St Modan's High School, belägen i förorten St Ninians och Bannockburn High School i Broomridge.

## Vänorter
- Villeneuve-d'Ascq, Frankrike
- Dunedin, Florida, USA
- Óbuda, Ungern
- Summerside, Prince Edward Island, Kanada

### Fotnoter
1. 1 2 3   General Register Office for Scotland, Mid-2006 Population Estimates - Localities in order of size (excelfil) Arkiverad 1 augusti 2013 hämtat från the Wayback Machine.
2. 1 2   General Register Office for Scotland, Mid-2006 Population Estimates - Settlements in order of size (excelfil) Arkiverad 1 augusti 2013 hämtat från the Wayback Machine.
3. ↑  RM Urquhart, Scottish Burgh and County Heraldry, London, 1973
4. ↑  BBC News item on Council elections 2007
5. ↑  Gazetteer for Scotland Abbey Craig
6. ↑   General Register Office for Scotland; 2001 Census, Key statistics for settlements and localities, Usual resident population (excelfil) Arkiverad 27 september 2007 hämtat från the Wayback Machine.
7. ↑   General Register Office for Scotland, Mid-2006 Population estimates, Estimated population by sex, single year of age and administrative area (excelfil) Arkiverad 4 oktober 2013 hämtat från the Wayback Machine.
8. ↑  Scotland's Census Results online Results for the Stirling locality, 2001 Arkiverad 4 december 2008 hämtat från the Wayback Machine.
9. ↑  Stirling Council, Property and the economy Keeping an eye on your business Arkiverad 23 juni 2006 hämtat från the Wayback Machine.
10. ↑  Stirling University University background[död länk]
11. ↑   Stirling University External Visitor Information Arkiverad 9 september 2006 hämtat från the Wayback Machine.
12. ↑  Visitor Information - Useful facts and figures Stirling University Facts and Figures Arkiverad 9 september 2006 hämtat från the Wayback Machine.
13. ↑  Stirling University Innovation Park About us Arkiverad 23 februari 2007 hämtat från the Wayback Machine.

### Tryckta referenser
Mair, Craig (1990). Stirling: The Royal Burgh. John Donald Publishers. ISBN 0-85976-420-6